# Julia Brown (Volleyballspielerin, 1999)
Julia Mary Brown (* 26. Februar 1999) ist eine US-amerikanische Volleyballspielerin.

## Karriere
Während sie zwischen 2017 und 2021 an der College of William & Mary studierte, spielte sie für die universitätseigene Volleyballmannschaft, den „Tribe Athletics“. Zur Saison 2022/23 entschied sie sich professionell Volleyball zu spielen und schloss sich der spanischen Mannschaft CV Sayre an, welche in der Liga Iberdrola, der höchsten Liga im spanischen Frauen-Volleyball, spielen. Ihr Debüt in der neuen Liga gab sie direkt am ersten Spieltag der Saison gegen CV Kiele Socuéllamos am 1. Oktober 2022. Mit ihrer Mannschaft beendete sie die Hauptrunde der Saison auf dem siebten Platz, wodurch man die Qualifikation für die Playoffs verpasste.